# Pleurocleonus
Pleurocleonus — род долгоносиков из подсемейства Lixinae.

## Описание
Второй сегмент жгутика усиков короче первого. Головотрубка с двойным срединным килем. Заглазничные лопасти очень слабые. Голени со всех сторон с длинными волосками или щетинками.

## Виды
Некоторые виды:
- Pleurocleonus quadrivittatus (Zoubkoff, 1829)
- Pleurocleonus sollicitus (Gyllenhal, 1834)